# 아젠도사우루스

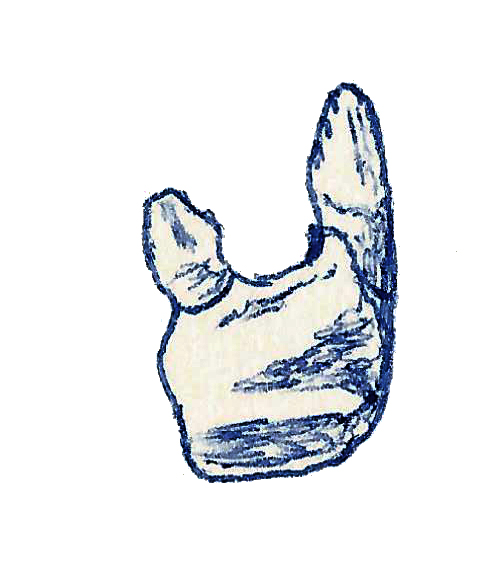

아젠도사우루스(학명:Azendohsaurus laaroussii)는 도마뱀목 아젠도사우루스과에 속하는 도마뱀이다. 지금은 멸종한 종으로서 전체적인 몸길이가 2~3m인 중대형 도마뱀에 속하는 종이다.

## 특징
아젠도사우루스(Azendohsaurus)는 길이가 약 2-3m(6.6~9.8ft)로 추정되는 육중한 중간 크기의 파충류였다. 그것은 어깨 위로 치켜 올라간 긴 목에 짧은 주둥이가 달린 상자 모양의 작은 머리를 가지고 있었다. 몸은 넓었고, 통 모양의 가슴과 어깨는 엉덩이보다 훨씬 높았으며 유난히 짧은 꼬리와 함께 있었다. 그 자세는 반신반의로 뒷다리가 쭉 뻗고 앞다리가 약간 올라간 상태였다.팔다리는 비교적 짧고 특히 튼튼하며 다른 초기 대퇴골에 비해 길이가 짧고 구부러진 숫자로 각각 네 발 모두에 두드러지게 크고 구부러진 발톱을 가지고 있다. 표면적으로는 아젠도사우루스가 비교적 높은 브라우징과 초식적인 라이프스타일을 위해 유사한 특징에 수렴했음을 암시하는 다양한 골격의 디테일과 함께 용각류 공룡의 모습과 비교가 된다. A. 라로시이는 A. 마다가스카렌시스에 비해 잘 알려져 있지 않으며 두 종은 턱뼈와 치아에 대한 사소한 세부 사항에서만 차이가 나는 것으로 알려져 있다. 원래 두개골 파편들의 유형적 위치로부터 A. 라로시이의 추가적인 골격 물질들이 보고되었지만 2015년 현재 공식적으로 기술된 것은 아니다. A.마다가스카렌시스의 두개골은 거의 완전히 알려져 있으며 짧고 상자 같은 모양과 깊은 주둥이로 튼튼하게 만들어져 있다. 전완골은 위턱 앞부분에서 부드럽게 휘어져 뭉툭하고 둥근 주둥이 끝을 형성하고 아래턱은 용각류처럼 아래쪽으로 굽은 끝이 깊다. 뼈로 된 콧구멍은 콧구멍의 앞부분을 향하게 하는 하나의 (혼합) 개구부로 융합되어 있는데 이는 라이언초룡의 콧구멍과 유사하다. 두개골은 아래쪽으로 구부러지는 의치, 맥실라의 튼튼한 등축 과정, 그리고 치아의 몇 가지 특징을 포함하여 용각류와 융합된 여러 가지 특징을 가지고 있다. 맥실라의 과정은 보통 대공룡류에서 항고르비탈 페네스트라의 존재를 나타내지만 아젠도사우루스에서는 이 공간이 눈 앞의 열상뼈에 의해 점유된다. 이것은 관련된 슈링가사우루스를 제외하고 다른 트라이아스기 아크로모프에서는 알려지지 않은 독특한 배열이다. 궤도는 거의 전체적으로 커다란 경련 고리에 의해 점유되고 있으며 이는 큰 눈을 암시한다. 하측 측두연골은 하단에 열려 있어 조갈골(Jugal)과 사방주골(아크로모르프들의 원시적 특성)을 분리한다. 아젠도사우루스는 다른 초기 아크로모르프들과 마찬가지로 두개골 지붕에 작은 (폭 3~5mm) 두정("제3의 눈")을 가지고 있다. 아래턱은 특히 용각류(sourropodomorph)와 융합되어 있으며 아래턱이 경첩되는 관절은 치아 줄의 수준 이하에 위치하며 아래쪽으로 구부러지는 틀니를 가지고 있으며 이와 유사한 모양의 이빨도 있다. 이러한 특징들은 다른 초식성 트라이아스기 아크로모프에서 다양하게 발견되지만 이 조합은 아젠도사우르스와 사우로포도모르프에서만 알려져 있다. 치아는 모두 턱뼈(안키로테코돈트)에 융합된 확장된 크라운과 구근(구근)이 있는 대략적인 잎 모양(란코델레이트)이다. 그러나 윗니와 아랫니는 뚜렷이 이질성이 있어 쉽게 구별할 수 있다. 윗니는 밑부분이 비교적 짧고 넓으며, 각 표면에는 오리티스와 비슷한 4–6개의 틀니가 있으며 아랫니는 높이가 거의 두 배, 두 배나 많은 틀니가 있어 용각류의 이빨과 더 흡사하다. 4개의 전 치아는 위턱에서 가장 긴 치이며 나머지 치아보다 다시 형태가 반복된다. 미각은 비정상적으로 완전하게 발달한 수많은 미각 이빨로 덮여 있는데, 최대 4세트의 피테리고이드가 있고 팔라틴과 구토가 추가되어 있다. 성숙한 아젠도사우루스 마다가스카렌시스는 각 프리막실라에는 4쌍, 맥실라에는 각각 11~13쌍 외에 최소 44쌍의 구강 치아를 가지고 있으며 의치에는 최대 17쌍의 치아를 가지고 있다. 초식성 파충류에서는 구강 치아가 드물지 않지만 아젠도사우루스에서는 턱 여백을 따라 있는 치아와 거의 같은 모양이지만 약간 더 단단하다. 구강 치아를 가진 다른 대퇴골형들은 작고 돔형 치아의 훨씬 단순한 구강 치아를 가지고 있다. 테라테페톤은 유사하게 잘 발달된 구강 치아를 가진 유일한 아치형이다. A. 라로시이의 유일한 재료는 틀니, 맥실래, 프리맥실라, 그리고 몇 개의 이빨이다. 그것들은 일반적인 형태로는 A. 마다가스카렌시스를 많이 닮았지만 몇 가지 뚜렷한 차이점이 있다. A. 라로시치의 치아 수는 A. 마다가스카렌시스 11–13에 비해 최대 치아가 15–16개로 더 높다. 또한 A. 라로시치의 치아는 A. 마다가스카렌시스의 치아보다 키가 크고 더 촘촘히 채워진 틀니를 가지고 있다. 두 종을 더욱 구분하는 것은 맥실라 안쪽 표면에 두드러진 킬이 있다는 점이다. 이 용골은 A. 라로우스시(A. laoussii)에서 맥실라의 전체 길이를 운행하지만 그 뒷부분을 따라 아젠도사우루스 마다가스카르시스(A. madagaskarensis)에서만 발견된다. 두 종 사이의 다른 가능한 차이점은 두개골과 골격의 나머지가 없이는 결정될 수 없다. 아젠도사우루스의 뼈대에 대해 알려진 모든 후기 크라니알 정보는 A.마다가스카렌시스로부터 온다. 척추의 상당 부분은 아젠도사우루스(Azendohsaurus)에 알려져 있으며 불완전하긴 하지만 24개의 사전 척추뼈(안경 및 축 포함)가 있는 것으로 추정된다. 엉덩이의 천골은 척추뼈가 2개뿐이고 꼬리에 있는 코우달 척추뼈의 전체 수는 알 수 없지만 45–55(공룡의 경우 낮음) 정도에 불과한 것으로 추정된다. 경추의 형태는 목 아래쪽으로 변하며 특징적으로 길고 낮은 신경 가시가 길어지고 목 아래쪽으로 점차 길이가 짧아지지만, 점점 더 크고 좁은 신경 가시가 생기게 된다. 이 단축은 트릴로포사우루스와 같은 다른 알로코토사우루스의 목에서는 볼 수 있지만 다른 긴 목의 대퇴부(예: 가운데 자궁경부는 타니스트로피드에서 가장 길다)에서는 볼 수 없다. 목은 몸 위로 올려져 있었을 것인데 이는 각 척추뼈를 연결하는 지가포피의 기울어진 각도로 나타내며 각 척추뼈의 앞쪽 지가포피가 뒤쪽에 있는 것보다 더 높았다는 것이다. 목은 또한 이 위치의 관절형 경추 세트에 기초하여 완만한 호로 고정되었을 가능성이 있다. 등의 등뼈 척추뼈는 일반적으로 마지막 경추와 비슷하며 키가 크고 수직인 신경 가시가 있다.이 척추골들은 또한 등 아래쪽으로 길이가 감소하지만 목에서보다 극적으로 감소한다. 그러나 마지막 등뼈는 신경 척추가 앞으로 꺾여 있어 특이하다.두 개의 천골 중 첫 번째 척추뼈는 더 크고 튼튼하며 뒤쪽 절반 위에 높은 신경 가시가 있다.두 천골 모두 큰 갈비뼈가 일리아와 관절하는 척추에 완전히 융합되어 있다.(아래 참조하자.) 카우달 척추뼈는 다른 척추뼈와 닮았지만 뒤로 기울어진 신경 가시가 있다. 경추의 길이와 신경 척추의 높이는 척추뼈가 끝쪽으로 길게 뻗어나가는 다른 대퇴골형과는 달리 꼬리 아래로 점차 감소한다. 이는 꼬리가 짧고 끝이 가늘어지지 않았음을 암시하지만 꼬리의 끝부분은 알 수 없다. 그들은 3번째 또는 4번째 척추뼈부터 이 시리즈의 마지막 알려진 카우달까지 계속해서 쉐브론 면을 가지고 있다. 경추늑골은 길고 가늘어서 목 아래로 움직일수록 튼튼해지고 가늘어진다. 목의 하반부에서 나온 일부 경부 늑골은 앞 늑골의 끝을 잡고 있었을지도 모르는 끝부분의 안쪽 표면에 약간의 면이 있어 목을 뻣뻣하게 할 경추 늑골 시리즈(긴 목의 타니스트로페우스에도 제안된다.)를 형성한다. 몸통 갈비뼈는 길고 바깥쪽으로 휘어져 있어 아젠도사우루스의 가슴은 넓고 깊은 통 모양의 가슴을 가지고 있었음을 알 수 있다. 갈비뼈의 길이와 곡선은 척추 아래쪽으로 감소하며 마지막 갈비뼈는 짧고 마지막 등골뼈와 완전히 융합되어 있으며 바로 바깥쪽으로 옆쪽을 가리키고 있다. 아젠도사우루스에는 단 한 세트의 위염만이 알려져 있으며 다른 뼈에 비해 매우 섬세한 체격과 희귀성은 그것이 다른 대퇴골형(예: 프로테로수쿠스)처럼 배 밑에 잘 발달된 위염 바구니를 가지고 있지 않았음을 시사한다. 아젠도사우루스의 앞줄과 어깨(복구대들)가 잘 발달되어 있고 튼튼하다. 어깨뼈(어깨날개)는 넓이보다 두 배 정도 높은 긴 편으로 늑골의 길이와 곡률에 맞춰 깊은 가슴을 수용한다. 칼날은 양쪽에 오목하게 오목하게 되어 있으며 뒤쪽을 가리키는 약간 확장된 끝부분이 있다. 이 쇄골간막은 크고 튼튼하며 트릴로포사우루스, 일부 라임초룡과 공유하며 납작해지고 끝을 향해 확장되는 긴 "패들 같은" 후공정이다. 또한 독특한 전진기법을 가지고 있는데 이는 프로토로사우루스와 일부 초기 디옵시드(대부분의 다른 아크로모프들은 그 대신 한 단계씩을 가지고 있다.)와만 공유하는 기능이다. 코라코이드는 크고 둥글며 글레노이드(어깨 소켓)를 형성하기 위해 스캐풀라와 관절한다. 글레노이드는 파충류가 무질서하게 뻗어나가는 전형적인 측면으로 향하지만 척추 부분이 약간 뒤로 향하는데 이는 상어가 좀 더 높은 자세로 고정되었음을 나타낼 수 있다. 상완자체는 그 자체가 크고 양끝에 넓게 확장되어 있어 비교적 좁은 "부축된" 중간축을 남겨두고 있으며 매우 발달된 상완구 볏이 있다. 반경은 비슷하게 끝이 약간 확장된 육중한 반면 척골은 양쪽 끝에서 크게 확장되어 있지만 덜 멀리 떨어져 있다. 엉덩이(골반 거들)는 어깨만큼 깊지 않으며 엉덩이 뼈 3개는 대략 크기가 같다. 일리움은 상면을 따라 높이가 높고 곡선이 있으며 앞면은 짧게 둥글게 처리하고 뒤쪽은 테이퍼링 공정이 길다. 푸비스는 아래를 가리키고 약간 앞으로 향하며 끝부분에는 약간 두꺼워진 팽창(부츠)만 있을 뿐이다. 이러한 치움은 비교적 짧고 일리움보다 짧으며 가장자리가 곧고 뒤쪽 끝이 둥근 삼각형 모양이다. 각 아이샤 사이의 관절 표면은 다른 아크로모프들에 비해 비정상적으로 확장된다. 세 가지 모두 깊고 둥근 아세타불룸(hip socketum)을 형성하는 데 기여한다. 공룡의 열린 소켓과 달리 아젠도사우르스의 아세타불룸 내벽은 단단한 뼈다. 큰 천골 늑골은 일리움으로 관절을 이루어서 거의 수직으로 고정되어 있고 아래쪽으로 약간만 각진 채, 엉덩이 소켓을 몸 바깥쪽으로 향하게 한다. 대퇴골은 길고 모호한 S자형으로 공룡과 달리 안쪽으로 돌리지 않는 약간 확장된 머리가 있어 똑바로 서지 않았음을 나타낸다. 대퇴골도 축을 따라 비틀어 머리와 무릎의 얼굴이 서로 약 75°씩 상쇄된다. 경골은 대퇴골의 길이가 약 75%로 약간 구부러져 있으며 가장 큰 라인초룡을 제외한 다른 대퇴골형들에 비해 매우 튼튼하다. 반면 섬유는 가늘고 길이에 따라 더욱 뚜렷하게 꼬여 있다. 아젠도사우루스의 사지는 각각 관절에 있는 완전한 손(마누스)과 발(형)을 포함하여 화석에 잘 표현되어 있다. 모든 수족과 타르살 뼈는 잘 오소시화되고 뚜렷하며 복잡한 타르수족은 9개의 뼈로 이루어져 있다. 손에 든 메타카폴은 긴 3자리 주변의 자리 길이가 거의 대칭에 가까울 뿐만 아니라 상대적으로 전달되지 않은 1과 5자리 숫자로 매끄러운 호로 갈라져 있어 눈에 띈다. 이는 다른 파충류들의 손과 대비되는 것으로 첫 번째와 다섯 번째 숫자가 서로 퍼져 있고 네 번째 숫자가 가장 길다. 발의 메타타르와 숫자 또한 매끄러운 호로 갈라지지만 손과는 달리 긴 네 번째 발가락과 짧고 갈고리 모양의 다섯 번째 숫자를 가진 대칭이 되지 않는 점들이 존재한다. 손과 발의 모든 자릿수는 아치형(Archosauromophorph)으로 유별나게 짧으며 관련된 트릴로포사우루스와는 대조적이다. 발톱(또는 비구슬)은 모두 매우 크고 좁으며 날카롭게 재발하며 그들이 붙어 있던 이전의 손가락 뼈보다 상당히 크다. 숫자와 발톱은 거북이 프로가노클리스와 같은 다른 파충류뿐만 아니라 드로마공룡과 트로오돈티드 마니랍토란과 특징을 공유한다. 이러한 공통된 특성은 잘 발달된 굴곡기 힘줄과 연관되어 있으며, 그것은 발굴에 관여하는 힘을 견디어내기 위한 적응이라고 제안된다. 아젠도사우루스 라루시이의 첫 번째 화석은 하이 아틀라스의 아르가나 분지 안에서 발견된 모로코의 타임즈가디우인 형성 북부 지역에서 발견되었다. 화석층은 사암과 황토 흙돌로 이루어져 있으며 1962년부터 1969년 사이에 장미셸 두투이트에 의해 발굴되었다. A. 라로우스시의 화석은 T5(또는 이로할렌) 멤버의 기저에 있는 두투이트에 의해 16세라는 번호가 붙은 아웃크로프(outcrop)로 형성 내의 단 한 층에서만 알려져 있다. 그 T5회원 전통적으로 대략 초 후기 트라이아스기에 나이에 척추 생물 층서학은 프로토로사우루스의 존재의 기반 위에서 사용 비록과 데이트는 세계적인 트라이아스기를 상호 비교의 이 메서드는 및 날짜를 정확하지 않을 수 있는 카니안의 일환으로 '"팔라으로히누스"바이오트론'으로 추정되었다. 월e T5 멤버는 여전히 불확실하다. 첫 번째 화석은 부분적으로 이빨을 가진 의치 조각과 일부 연관된 치아들로만 구성되었다. 이 물질은 J. M. 두투이트에 의해 1965년에 발견되어 1972년에 설명되었는데, 그는 그것이 초식성 오리니티스치안 공룡에 속한다고 믿었고 또한 지금까지 발견된 가장 오래된 공룡들 중 하나라고 믿었다. 그는 화석이 발견된 곳에서 서쪽으로 1.5km 떨어진 곳에 위치한 아젠도 마을의 이름을 따서 이 종의 이름을 "아젠도 도마뱀"이라고 지었다. 이러한 구체적인 이름인 A. 라루시(A. laoussii)는 모로코 지질 지도 서비스 기관에서 아젠도사우루사우루스가 발견된 곳을 처음으로 발견한 기술자의 이름인 라루시(Laaoussi)를 기리는 것이다. 두투이트가 아젠도사우루스를 오르니티스치안이라고 묘사한 것은 2년 후인 1974년에 팔래온학자인 리차드 툴본에 의해 곧 도전을 받게 되었는데 그는 아젠도사우루스가 대신 '프로사우루포드'라는 것을 최초로 제시한 것이었다. 1976년에 호세 본파테가 직접 자료를 검토한 결과 같은 결론이 나왔다. 이러한 재식별은 후속 간행물에서 연구자들이 호의를 보였으며 더 이상의 설명 없이 '프로사우루드' 계열의 안치사우루스과와 테코돈토사우루스과'를 다양하게 언급하였다. 두투이트 자신은 아젠도사우루스가 1983년에 '프로사우루포드'일 가능성이 높다는 데 동의하기도 했지만 1981년에 얼마 전까지만 해도 '오르니티슈 이전'으로 간단히 간주했었다. 1985년에 궁중학자인 피터 갈튼은 치아의 형태 차이를 근거로 두투이트의 원래 "아잔도사우루스" 재료에 "프로사우루포드"의 턱과 파브로사우루스 오르니티스치안(지금은 초기 오르니티스치안들의 없어진 그룹)의 이빨이 포함되었다고 제안했다. 이 제안은 1993년에 프랑수아-자비에르 가우프레가 재설명할 때 반박했고 최대 2개의 턱뼈와 치아를 추가로 묘사했다. 그는 이 물질이 단일 세손에 속한다고 정확하게 결론을 내렸으나 턱과 치아의 특성에 따라 다시 "프로사우로포다" 인서태 세디스에 속주를 할당했다. 그러나 초기의 초식공룡에서 이러한 특성의 분포가 모호할 뿐만 아니라 그에 필적할 만한 트라이아스기 파충류도 없어 '프로사우로포다' 내에서 위치를 결정하지 못했기 때문에 인서태 세디스(Intertae sedis)에 회부했다. 그의 평가는 마다가스카나 종에서 나온 새로운 물질에 대한 설명이 있을 때까지 수 년 동안 많은 다른 연구자들에 의해 받아들여졌다. 후두골 골격의 일부를 포함한 A. 라루시 유형의 지역성에서 나온 새로운 물질은 2002년 자릴과 카릴에 의해 척추동물 고생물학 협회의 연례 회의에서 보고되었다. 추가 재료로는 전치골, 사지골, 사지거들 등이 있었다. 이 물질은 분리되었고, 두개골과 턱의 공인된 파편과의 연관성 때문에 A. 라로시이의 탓만 있었다.크라니안 후 물질은 비공룡으로 인식되었지만 여전히 공룡과 관련된 오르니토디란 대공룡으로 여겨지고 있다.만약 턱과 이빨과 정확히 연관되었다면, 이것은 아젠도사우루스가 유사함에도 불구하고 어떤 초식 공룡과도 밀접한 관련이 없다는 것을 보여준다. 마찬가지로 다른 것으로 알려진 트라이아스기 오르니티스키안 치아의 치아는 나중에 가성치안 레부엘토사우루스와 같이 이전에 인식되지 않았던 초식성 파충류에 속하는 것으로 밝혀져서 아젠도사우루스를 포함한 다른 초식성 트라이아스기 공룡의 오인 가능성을 부각시켰다. A. 라로시이의 새로운 두개골 후 물질은 Ph의 일부로 설명되었다. 2014년에 칼두네의 D 논문이 나왔지만 2019년 현재 이 논문은 아직 출간되지 않았고 그 자료는 공식적으로 출판된 문헌에서 원하지 않는 것으로 남아 있다. 그러나 지금은 마다가스카르 물질에 대한 설명이 끝난 후 더욱 자신 있게 A. 라로우스시(A. lauroussii)로 언급되어 왔으며 적어도 두 개의 진단 후 두개골 특징을 마다가스카르 종과 공유하는 것으로 밝혀졌다. 홀로타입과 미발표 포스트 크라니아를 포함한 A. 라로시이의 모든 재료는 프랑스 파리의 국립 박물관에 소장되어 있다. 1997년부터 1999년까지 마다가스카르 남서부에서 열린 국제 탐험에 의해 새로운 대왕모형의 화석이 발견되어 그 후 10년 동안 복원되었다. 이 화석은 M-28이라고 불리는 단 하나의 뼈대에서 발견되었는데 이 화석은 말리오 강 동쪽 제방, 라노히라 마을의 북서쪽, 사카하라 동쪽의 이살로 국립공원 바로 외곽에서 멀지 않은 상류 강 테라스로 노출된 100m의 강 테라스에 걸쳐 겨우 수십 센티미터 두께였다.그 지역성은 미들-레테 트라이아스기 마카 포메이션의 밑부분에서 나왔으며 모하비 바신에 있는 이사로 "그룹"의 일부인 이사로 II로도 불린다. 이전에 라임코사우루스 이사로라스커스의 초기 발견은 미들 트라이아스기로 추정치를 수정하였지만 그 형성은 나이가 들면서 얼리부터 미들 쥬라기까지라고 믿어왔다. 1997-1999년 탐험에서 발견된 네트라포드 화석은 이사로 II가 나이가 트라이아스임을 확인했지만 오히려 더 어린 카니안 시대를 암시했다. 또한 형성의 연대는 트라버소돈트(Traversodonid cynodont)의 공유 생식기를 기반으로 남미 산타 마리아 형성의 산타크루조돈 조립구역(AZ)과 상관관계가 있어 라디니아나 초기 카니안 시대도 비슷하다. 산타크루조돈 AZ는 방사성 동위원소 U-Pb 데이트를 통해 더욱 신뢰성 있게 연대를 맺어 카니안 초기에는 최대 연령이 2억3750만년임을 시사했다. 그 뼈대에는 나이와 크기가 다른 거의 "12명"의 개인들로부터 온 물질들이 들어 있었는데 모두 단일 종에서 나온 것이다. 그 물질은 매우 잘 보존되어 있어서 일반적으로 일부 표본의 찌그러짐이나 왜곡이 거의 없이 뼈의 3차원 형태를 보존하고 있었다. 보존 상태를 기준으로 볼 때 일부 뼈는 빠르게 매장된 것으로 추정되고 다른 뼈는 표면에서 더 오랫동안 노출되어 있어 침식, 균열, 매장 전 밟힐 가능성이 있었다. A. 라로시이와 마찬가지로 치아와 턱은 뼈침대에서 가장 먼저 회복되고 묘사되는 물질이었다. 이것들은 처음에는 위턱과 아래턱의 치아 형태 차이를 근거로 하여 두 개의 다른 종에 속하는 것으로 오인되었지만 그 중 하나는 맥실라 안쪽 표면의 킬을 공유하고 잎 모양의 확장된 이빨을 가진 것으로서 A. 라로시이와 매우 유사한 것으로 인식되었다. A. 라로우스시처럼 이 두 종은 또한 "프로사우루스과"로 잘못 인식되었다. 아젠도사우루스 또는 관련 세손의 한 종과 다른, 더 전형적인 "프로사우루스과"이다. 관련 물질의 추가 발견은 모든 턱 재료와 나머지 뼈들은 하나의 새로운 아젠도사우루스 종에서 나왔다는 것을 명확히 했다. 마다가스카나 종의 나머지 두개골과 뼈대를 예비 검사해 보아도 아젠도사우르스는 공룡이 아니었고 대신 용각류는 고사하고 공룡과 먼 거리에 관계된 일탈 초식성 아크로모프였다. 두개골 재료에 대한 설명은 2010년 5월에 존 J. 플린과 동료들에 의해 처음 발표되었는데 그는 또한 이 재료가 원산지로 이름 붙여진 아젠도사우루스 마다가스카렌시스의 새로운 종이라고 공식적으로 명명하고 진단하기도 했다. 아젠도사우루스가 출판된 문헌에서 비공룡으로 결정된 것은 이번이 처음이었다. 2015년 12월에 A. 마다가스카렌시스의 나머지 뼈대는 스털링 J. 네스빗트와 동료들에 의해 정식으로 설명되고 출판되어 현재 거의 완전히 알려진 뼈대에서 아젠도사우루스의 완전한 해부학에 대한 최초의 상세한 검사를 제공하였다. 해부학적 구조를 비교하는 것 외에도, 그들은 또한 최초로 다른 트라이아스기 파충류와의 진화적 관계를 계통적 맥락에서 분석할 수 있었다. 이 물질의 보존은 네스빗과 동료들에 의해 "대체로 훌륭하다"고 설명되었고 겹치는 물질의 양이 왜곡되고 부러진 뼈로부터 원래의 형태학을 쉽게 판단할 수 있게 했다. 이 물질의 많은 부분이 분리되어 있고 때로는 고립되어 있는 것으로 밝혀졌지만 목, 등, 손, 발 부분을 포함하여 신체의 많은 특정 부위가 생명체 위치에서 관절형인 것으로 밝혀졌다. 대부분의 물질은 유사하게 크기가 결정되었는데 가장 작은 표본과 가장 큰 표본 사이의 범위는 약 25%에 달하지만 이것의 중요성은 이해되지 않으며, 존재생성, 개인 변이성 또는 성적 이형성과 관련이 있을 수 있다.  재료의 상당부분이 잘 보존되어 있어 트릴로포사우루스의 손과 같은 다른 아크로소모르프들의 골격 일부를 재해석할 수 있었다. 다른 아크로모프들의 손은 종종 잘 알려져 있지 않기 때문에 아젠도사우루스에서의 보존은 초기 아크로모프에서 그들의 진화를 이해하는 데 중요한 것으로 여겨진다. A. 마다가스카렌시스의 모든 표본은 마다가스카르의 안타나나리보 대학(홀로타입 포함)과 일리노이주 시카고의 필드 자연사 박물관에 영구히 소장되어 있으며 일부 원본 표본의 깁스를 포함한다. 아젠도사우루스는 잎 모양과 의치수 등 치아의 공통된 특성을 바탕으로 두투이트에 의해 처음으로 오르니티슈 공룡으로 잘못 식별되었다. 이후 아래턱, 맥실라, 치아의 형태학에 근거해 탈구된 인포오더 '프로사우로포다'(당시에는 현재 파라피알레타 등급으로 알려진 용각류 그룹)에 배속되어 다른 연구자들에 의해 대신 용각류로 여겨졌다. 오르니티시스의 특징 중 하나인 선골이다. 이러한 오식화는 해골과 해골의 다른 뼈가 없어 진위유전적 관계를 실현할 수 없는 상태에서 초식공룡과 턱의 모양이 융합되어 발생한 것이다. 아젠도사우루스의 비 공룡 정체성은 유형 지역성에서 회복된 골격 물질이 추가로 발견된 이후 처음으로 암시되었다. 이는 대퇴골에 단단한 엉덩이 소켓(아세타불룸)과 대퇴골에 있는 근위부 네 번째 트로이칸터와 같은 특징들이 존재하는데 그 특징들은 공룡 뼈의 전형인 내향 머리가 부족하기도 했다. 분명히 공룡은 아니지만 그것은 여전히 공룡과 밀접한 관련이 있는 오르니토디란 대공룡으로 잠정적으로 해석되었다. 마다가스카르에서 더 완전한 물질이 발견됨으로써 플린과 동료들에 의해 2010년에 처음으로 공식적인 아젠도사우루스를 비공룡으로 분류하게 되었고 두개골 해부학에 대한 상세한 설명을 통해 그 관계를 더욱 명확히 할 수 있었다. 대신 그들은 그것이 더 기초적인 대퇴골형이고 멀리 떨어져 있는 공룡이며 아쿠아공룡목과 밀접하지만 바깥쪽과 관련이 있다고 인식했다. 파생된 용각류처럼 생긴 특징들뿐만 아니라 두개골은 또한 아크로사우로모르프에 대한 수많은 원시적 특성들을 가지고 있었다. 아크로사우로모르프스트라, 넓은 구개치, 소나무 포타민 그리고 외부 맨디볼라나 항도비탈페스트레이를 포함하지 않았다. 그러나 그것의 정확한 관계는 아직 확정되지 않은 비공룡형 대왕관형이라는 위치를 넘어 알려지지 않은 채로 남아 있었다. 아젠도사우루스(Azendohsarus)는 네스빗트와 동료들이 이후인 2015년에 처음으로 트라이아스기 아크로모프(Triaghic Archosauromphors)에 대한 유전학적 분석에 포함시켜 해골과 골격으로부터 얻은 모든 새로운 정보와 다양한 트라이아스아스아우로모르프 종의 광범위한 샘플을 활용했다. 트릴로포사우루스, 테라테페톤과 같은 프틸즈이다. 이 새롭게 인식된 아크로모프들의 집단은 그 집단에 속하는 파충류들의 특이한 특성 때문에 "이상한 파충류"라는 뜻의 알로코토사우루스라는 이름으로 명명되었다. 아젠도사우루스(Azendohsaurus)는 트릴로포사우루스과(Trileophosaurusae)의 자매로 밝혀졌으며 다른 알로코타우사우루스과(Azendohsaurusae)에서도 그 특색이 뚜렷해 단독족으로 인정받았다. 아젠도호사우루스와 트릴로포사우루스가 함유된 단극성 알로코토사우르시아를 발견한 마르틴 에즈쿠라가 2016년에 또 한 번의 대분석으로 비슷한 결과를 얻어냈다. 알로코토룡은 종종 전문화된 턱과 치아를 가지고 있는 것으로 인식되며, 대퇴골동물의 더 많은 플레시오모르픽(고정) 특성과 최소 두 개의 파생 형질을 포함하는 다수의 시냅토모르피아를 공유하는 것으로 인식된다. 이러한 분석에서 그 판은 잘 뒷받침되는 것으로 간주된다. 그러나 밀접하게 연관되어 있기는 하지만 알로코토사우르스의 두개골 특성은 극적으로 다양하며 그 중에서도 아젠도사우루스는 (삼엽공룡의 '벌거벗은' 턱과는 달리) 턱의 길이에 걸쳐 횡방향으로 압축되고 톱니화된 치아가 존재하는 것으로 특징지어졌다. 아젠도사우루스(Azendohsaurus)는 합금나르, 잎 모양의 치아, 긴 목 등 다른 아젠도사우루스(Azendohsaurids) 특징과 폭넓게 공유하지만 아젠도사우루스 자체는 맥실라 내부 표면의 독특한 홈과 베이스 위로 확장된 치아 크라운으로 구별된다. 2017년 사라데 센굽타(Saradee Sengupta)와 동료들이 인도의 미들 트라이아스기(Middle Triaghi of India)에서 또 다른 대형 알로코토사우루스(Sringasaurus Indicus)라는 이름을 붙인 대형 알로코사우루스(Sing슈링가사우루스는 아젠도사우루스와 매우 유사하며 삼엽공룡과는 구별되는 가족으로서 아젠도사우루과가 존재함을 뒷받침하는 등 밀접한 관계가 있는 것으로 밝혀졌다. 같은 분석으로 또 다른 긴 목을 가진 인도 출신의 아크로모프인 파멜라리아도 기저 아젠도오사우루스(basal azendohsaurid)로 회복되었다. 파멜라리아와 아젠도사우루스의 유사점은 2015년에 네스빗과 동료들이 지적한 바 있는데 합금나르, 톱니, 낮은 경추 가시가 포함되어 있지만 그들의 분석은 알로코토사우루스(Alokotosauria baseal)에서 아젠도사우루스(Azendohsauridsaurids)까지의 위치를 선호했다. 2017년의 분석에서도 아젠도오사우루스과 내의 A. 라로우스시와 A.마다가스카렌시스의 밀접한 관계를 확인하여 아젠도사우루스과에 대한 공유적 참조를 강화하였다. 2018년에 트라이아스기 아크로모폴스 분석 결과 알로코토사우르시아를 회복하는 데는 실패했지만 아젠도사우루스 한 덩어리 안에 있는 아젠도사우루스 두 종을 모두 회복했다. 이러한 아젠도사우루스(Azendohsaurus)와 용각류 공룡(Sourropodomphorph 공룡)이 공유하는 융합 형질의 수는 현저히 높으며 특히 모든 공유 형상이 동소성이라고 해석되어 서로 완전히 독립적으로 진화했다는 것을 의미한다. 아젠도사우르스와 용각도모르프 사이에 있는 뼈의 공유된 적응의 일부는 이전에 용각도모르프 특유의 것으로 여겨졌다. 그러나 초식적인 생활방식에 대한 적응으로서 아젠도사우루스에서의 이러한 특성들의 융합적 진화는 그것들이 트라이아스기 대각류들 사이에 더 넓게 분포될 수 있다는 것을 보여주며 화석 세사에서 용각류들과 반드시 밀접한 관계를 나타내는 것은 아니다. 아젠도사우루스의 수렴 패턴은 특이하며 동물의 앞부분에서만 발생한 것으로 보이는 반면 아젠도사우루스의 뻗어나가는 뒷다리와 짧은 꼬리는 기둥 뒷다리, 용각형의 긴 꼬리와는 매우 달리 초기 대각류에서 특징적으로 원시적이다. 이것은 다른 초식성 아크로모프에서 전형적으로 용각류 형질이 균일하지 않은 분포와 획득을 더욱 강조한다. 아젠도사우루스의 시대는 경량 두발 새턴탈리아와 같이 카니안 남아메리카에서 가장 일찍 알려진 용각류들과 대략 일치하였기 때문에 또한 의미가 크다. 그러나, 아젠도사우루스는 일반적인 해부학적 구조와 더 큰 신체 크기 모두에서 후기 노르만 용각류들을 더 가깝게 닮았다. 이는 아젠도오사우루스가 이전에 최초의 하이 브라우징 초식동물로 추정되었던 더 큰 용각류들이 진화하기 이전에 트라이아스기 생태계에서 하이 브라우징 초식동물로 진화한 최초의 파충류였음을 시사한다. 또한 아젠도사우루스와 사우로포도모르프 사이의 융합이 동일한 환경적 상황에서 일어나지 않았음을 나타낸다. 아젠도사우루스는 아르코사우로모르프(린초룡, 실소사우루스, 시노돈트와 함께)와 제2의 파장에서의 큰 사우로포도모르프(초식성 유사동물과 함께)의 초기 파동의 일부였기 때문이다.ns). 아젠도사우루스는 또한 아르코사우루스가 진화 역사 초기에 트라이아스기 생태계에서 거대한 초식동물로써 역할을 하고 있었다는 것을 보여준다. 이 역할들은 이전에는 트라이아스기 후기 대룡의 방사 이전에 다이시노돈트 같은 큰 시냅스가 지배하는 것으로 생각되었지만 아젠도사우루스는 이전의 대왕동아리들도 시냅스 초식동물과 경쟁할 수 있었다고 제안한다. 아젠도사우루스의 잎 모양의 이빨은 초식적인 생활방식에 확실히 적합하며, 먹이를 주는 동안 치아 표면에 남겨진 전자렌지(microwar)는 특히 질기거나 나무가 심하지 않은 식물을 탐색하는 데 사용되었고 부드러운(그러나 단단한 식물을 선호한다.전자레인지 패턴은 또한 턱의 단순한 상하 운동을 사용했으며, 오리티슈의 공룡이나 현대의 시노돈트처럼 음식을 씹기 위해 복잡한 턱 운동을 사용하지 않았음을 보여준다. 이 극초단파는 아직 A. 라로시이의 이빨에서 관찰되지 않았지만 이것이 두 종 사이의 식습관과 먹이 습관의 차이와 관련된 진정한 특징인지 아니면 단지 보존의 특징인지 알 수 없다. 완전히 발달한 구강 치아는 특수화된 방법으로 먹이를 주기 위해 구강 치아를 사용했음을 암시한다. 그러나 구강 치아의 기능 연구는 아직 수행되지 않았기 때문에 주변 치아와 유사한 형태는 유사한 음식을 가공하는 데 사용되었음을 시사하지만 정확히 무엇에 사용되었는지는 알 수 없다. A.마다가스카렌시스(A. madgaskarrenis)의 젊은 개인으로부터 나온 프테리고이드는 더 크고 성숙한 개인에 비해 크기가 작은 구강 치아의 열을 적게 가지고 있어 아젠도사우루스가 어른이 되면서 구강 치아의 수와 크기가 모두 증가했음을 보여준다. 젊은 개인들도 구강 치아에 비해 차이가 훨씬 덜 나긴 했지만(성숙한 표본 17개에 비해 16개) 성인보다 의치 치아가 적었다. 아젠도사우루스로 유추된 몸자세는 무질서하게 펼쳐져 있는 것과 반분해된 것이 뒤섞여 있다. 뒷다리는 몸 밖으로 완전히 뻗은 상태로 대퇴부가 곧게 뻗쳐 있고 아랫다리는 도마뱀처럼 무릎 아래 90° 구부러져 있는 것으로 해석되어 왔다. 그러나 앞머리와 어깨띠는 몸의 앞머리는 뒷자락보다 더 곧게 잡혔으며 부분적으로 아래로 향한 어깨 소켓과 부분적으로 똑바로 잡히기에 더 적합한 혹으로 용각류와는 모양이 비슷했음을 암시한다. 이 특이한 조합은 아젠도사우루스가 아치형의 긴 목과 작은 머리와 결합하여 앞쪽 끝을 땅에서 치켜올린 채 서 있었음을 시사하는 것으로 현대의 저궤도의 운율룡과 냉소돈과는 달리 비교적 높은 곳에서 탐색할 수 있게 했다. 고브라우징에 적응하는 것은 아마도 아젠도사우루스와 용각류 사이의 융합을 설명할 수 있을 것이며 유사한 틈에서 공연하기 위해 목, 앞다리, 척추의 유사한 특성을 획득할 수 있을 것이다. 그러나 아젠도사우루스의 더 무질서한 자세는 아마도 완전히 직립한 용각류처럼 고브라우징을 억제했을 것이다. 검사한 골침대에 존재하는 수많은 표본들에도 불구하고, A. 마다가스카렌시스에는 단 하나의 병리학만이 기록되어 있다. 표본 UA 7-16-99-620은 보존된 세 개의 쇄골간 중 하나로 다른 두 개의 쇄골간 정상 직선 후공정보다 긴 후공정(후공정)이 오른쪽으로 급격히 휘어지도록 기형이었다. 2019년에는 아젠도사우루스의 성장률을 측정하기 위해 현미경 골격 구조의 역사학적 검사를 위해 A. 라루시i에 기인한 시료의 상완골, 대퇴골, 경골에서 얇은 조각들을 잘라냈다. 3개의 사지뼈 모두에서 혈관 밀도(골조직 내 혈관의 밀도)가 빠르게 성장하는 새나 포유류 조직과 비교가 되는 것으로 밝혀졌으며 확인된 뼈조직의 종류, 특히 에너지를 많이 소모하는 섬유아세포성 골조직은 l의 범위에 해당하는 높은 휴식대사율을 나타내는 것으로 해석된다. 나는 새와 포유류를 좋아한다. 그때 새나 포유류처럼 아젠도사우루스도 마찬가지로 내열성, 즉 '따뜻한 피'였을 것이라는 추론이 나왔다. 아젠도사우루스의 것과 유사한 높은 휴식 대사율은 다른 더 파생된 아크로모르프(프로롤라세르타 등)에서 확인되었고, 분석 결과로 내더미는 알로코토사우루스와 함께 그들의 공통 조상으로 거슬러 올라가면 아크로모프 속에 조상적으로 존재했을 수 있다고 제안하였다. 이것은 아젠도사우루스가 조상적으로 내열적이었을 수도 있다는 것을 암시한다. 이와는 대조적으로, 관련 알로코사우루스 트리오포사우루스는 앞서 사지 뼈에 섬유로 만든 성질의 뼈 조직이 없는 것으로 밝혀져 천천히 성장한 것으로 추론되었다. 비록 아젠도사우루스의 두 종은 북아프리카와 마다가스카르의 이질적인 장소에서 알려져 있지만 중후반 트라이아스기 동안 이 지역들은 초대륙 판게아의 일부로 연결되었다.이 때문에 두 지역은 당시 지구상의 다른 지역과 일부 지역을 공유했을 뿐 아니라 대체로 비슷한 양상을 보이고 있다. 예를 들어, 마다가스카르의 냉소돈은 남아메리카에서도 발견되는 것과 유사하며 모로코 템노스폰다일은 북아메리카 동부에서 발견되는 것과 관련이 있을 수 있다. 이 시기에 기후는 덥고 건조했지만 카니안 기간 동안 더 높은 수준의 강우량을 시사하는 증거와 함께 증가하는 건조함 추세를 방해하고 전세계에 더 습한 환경을 조성했다. 아젠도사우루스(Azendohsaurus)는 모로코와 마다가스카르의 중후기 후기 트라이아스기(Middle)에서 초식성 아크로모프 파충류로 멸종된 속이다. 아젠도호사우루스 라루시이(Azendohsaurus lauroussii)라는 타입의 종은 1972년에 모로코에서 온 부분 턱 파편과 일부 치아에 기초하여 장미셸 듀투이트에 의해 묘사되고 명명되었다. 마다가스카르의 두 번째 종인 A. 마다가스카렌시스는 2010년에 존 J. 플린과 거의 전체 골격을 대표하는 다수의 표본의 동료들에 의해 처음 설명되었다. 아젠도 도마뱀은 아틀라스 산맥에서 처음 발견된 근처 마을인 아젠도 마을을 가리키는 것이다. 다른 초기 대퇴골과는 달리 꼬리가 비교적 짧고 사지가 건장하여 뒤다리가 무질서하게 얽혀 있고 앞다리가 치켜 올라간 것이 부피가 큰 네발이었다. 그것은 긴 목과 비례적으로 작은 머리를 가지고 있었고 용각류처럼 생긴 턱과 이빨을 가지고 있었다. 아젠도사우루스(Azendohsaurus)는 처음에는 초식 공룡으로 분류되곤 했는데, 처음에는 오르니티슈어로 분류되기는 했지만, 더 자주 "프로사우리드"와 가까운 근연종으로 분류된다. 이것은 주로 초식 공룡에서 발견되는 파생된 특징을 공유하는 턱과 치아만을 기반으로 했다. 그러나 마다가스카르의 완전한 골격 물질은 아코사우로모르파에게 더 많은 기초적 특성을 보여주었고 아젠도사우루스는 전혀 공룡이 아니었다. 대신 아젠도사우루스는 사실 후기 거대 용각 공룡들과 공유된 턱과 골격의 많은 특징들을 융합적으로 진화시킨 더 원시적인 아크로모프였다. 그것은 알로코토사우루스라고 이름 붙여진 초식성 대퇴동물의 새로이 인정된 그룹의 일원으로 밝혀졌다. 그것은 또한 아젠도사우루스과인 알로코토사우루스과의 이름이나 타이포이터가 된다. 처음에 유일한 멤버였던 이 가족은 현재 인도의 더 크고 뿔이 난 아젠도사우루스와 슈링가사우루스와 같은 다른 비슷한 알로코타우루스들을 포함한다. 다른 여러 그룹의 아크로모프들도 트라이아기의 초식 동물에 적응했는데, 때로는 공룡처럼 생긴 이빨을 가지고 있어서 분류에 혼동을 일으키기도 했다. 그러나 아젠도사우루스는 턱과 치아 외에 용각류와 유사한 체형을 융합적으로 진화시킨 것으로도 유명하다. 아젠도사우루스(Azendohsaurus)와 사우로포도모르프(sourropodomphorphes)는 독립적으로 진화하여 그들의 환경에서 목이 길고 비교적 높은 탐색 초식동물과 유사한 생태적 틈새를 채울 수 있었다. 그러나 아젠도사우루스는 대형 트라이아스기 사우로포도모르프보다 수 백만년 앞서며 같은 환경 조건에서 유사한 신체 계획을 진화시키지 않았다. 그 후 트라이아스기 동안 오직 큰 용각류만이 차지한다고 생각되었던 고브라우징 역할을 채운 최초의 초식동물의 하나가 되어 트라이아스기 공룡 이외의 초식성 아크로모프들의 알려진 생태적 다양성을 확장시켰는지도 모른다. 아젠도사우루스는 알려진 가장 초기 내열성 대구체 중 하나일 수도 있기 때문에 의미심장하며 온혈대사가 공룡을 포함한 후기 대구룡의 조상이었음을 암시한다. 그 타임즈가디오유라인 형성 아젠도사우루스 라오사과 동 시대의 이로하라인(T5)멤버의 기지에서 발생하는 다른 파충류는 프로토사우스과인 아르가나리누스, 라유이시드 아르가나리누스로서 한때 초식성의 세일드사우루스 디오도루스, 에토사우루스와 파라레프틸루스뿐만 아니라 스타흘릭케릴을 포함한다. 쌍아류의 동물이다. 모그흐레베리아, 시냅시드, 템노스폰다일 양서류는 메토포사우루스, 아르가나사우루스, 두투이트사우루스, 그리고 지각성 알마사우루스 등 여러 종류의 메토포사우루이드로 대표된다. 물고기는 또한 T5 멤버로부터 알려져 있는데 여기에는 국부적 풍토인 디프테로노투스 지브보수스와 모리타니치스와 같은 다양한 광선발성 액티네시우스 어류뿐만 아니라 다른 활엽수형 및 적색장갑상어류, 아시아토세라토스 같은 폐어류 등이 포함된다. T5 부재는 넓고 반습성 분지에 퇴적된 생물 교란된 갯돌과 사암의 순환 층으로 구성되어 있다. 그것은 고사리 같은 영구 호수와 모래톱, 또는 진흙 범람원 위에서 모래로 굽이쳐 흐르는 강물의 체계로 해석되어 왔다. T5 부재의 충적 또는 라쿠스린 퇴적물은 앞의 T4 부재의 플레이아 퇴적물과 대조되어 강우량이 증가하는 간격 동안 퇴적되었음을 나타낸다. 다양한 동물의 수많은 흔적과 선로가 보존되어 있는데 일반적으로 화석 잔해에서 알려진 피토룡, 유사수치, 다이노사우로모르프, 기저 대퇴골과 같은 동물들의 흔적이다. 이 트랙은 또한 골격의 잔해에서 아직 알려지지 않은 크고 큰 다이노사우로모르프 또는 파라크로코다이로모프들의 존재를 나타내는 것으로 보인다. 추가 흔적에는 굴을 파고 있는 무척추동물, 이발관, 조개새우 등이 있다. 마다가스카르에서 아젠도사우루스는 하이퍼오다페돈트라인 리느초사우루스 이사로레츠추스는 한때 초식성의 트라벨로사우리드 견치류 다도돈과 메나돈이고 치니쿠돈은 이것뿐만 아니라 때때로 육식도 하는 잡식성인 종이였다. 다른 원치 않는 다양한 다이노사우로모르프, 그리고 분류가 불확실한 "익명적인 대공룡이다." 이살로 2호의 원구성은 공룡이 출현하기 전에 존재하며 특히 아에토룡과 피토룡이 형성되지 않은 후기 트라이아스기 라디니아 노년 조립체를 나타낸다고 믿고 또한 동물에서 트라이버소돈의 지배에서 유추되었다. 그러나 이러한 연령 평가는 여전히 불확실하며 그 형성은 아르가나 포메이션의 T5 멤버에게 제안된 바와 같이 카니안 시대의 젊은 초기의 후기 트라이아스기일 가능성이 있다. A. 마다가스카렌시스 화석은 미세한 갈은 붉은 흙돌의 퇴적물로부터 독점적으로 회수된 반면, 형성에서 국소성을 가진 다른 화석은 중간 갈은 갈은 해협 모래로 이루어져 있어 다른 동물이나 독특한 행동 특성과는 구별되는 생태계의 서식지 선호도를 반영할 수 있다. 뼈대에 다른 종들이 없는 것도 이를 뒷받침할 수 있다. 그러나 이런 투기는 확인할 수 없고 대신 보존 편향 때문이라고 볼 수 있다.  그러나 식단에서 틈새 파티셔닝은 A. 마다가스카렌시스 치아의 전자레인지와 현대 트라버소돈 다다돈의 차이에 의해 뒷받침된다. 다도돈은 잎을 먹기에 더 적합한 아젠도사우루스의 단순한 틀니션과 가공과는 대조적으로 복잡한 씹기를 이용하여 질기고 단단한 식물을 먹을 수 있는 것으로 추론되었다. 이것은 또한 더 높은 신체 자세와 긴 목으로 지탱될 수 있다.

## 근연종
아래의 클래도그램은 2017년에 센그업타와 동료들의 연구 결과를 따른다. 아젠도사우루스의 근연종들은 다음과 같은 종들이 존재한다.

### 크로코포다
아젠도사우루스의 근연종들 중에서 크로코포다에 속하는 종들을 나열한 곳이다.
- 아공룡목

- 린초사우루스과

- 알로코토사우루스과

- 삼엽공룡과

- 테라테페톤 브리뉴이초룸

- 트릴로포사우루스 부에트네리

- 스피노수쿠스 카사우루스(="트릴로포사우루스" 제이콥시)

### 아젠도사우루스과
아젠도사우루스의 근연종들 중에 아젠도사우루스과에 속하는 종들을 나열한 곳이다.
- 파멜라리아 돌리초트라클라

- 슈링가사우루스 인기

- 아젠도사우루스 라루시

- 아젠도사우루스 마다가스카렌시스

## 생존시기와 서식지와 화석의 발견
아젠도사우루스가 생존했던 시기는 중생대의 트라이아스기 후기로서 지금으로부터 2억년전~1억 8000만년전에 생존했던 종이다. 생존했던 시기에는 아프리카와 섬나라인 마다가스카르를 중심으로 하는 초원 및 산맥에서 만들어진 밀림이나 열대우림 등에서 주로 서식했었던 도마뱀이다. 화석의 발견은 1972년에 아프리카의 국가 중에 하나인 모로코의 트라이아스기에 형성된 지층에서 아프리카와 유럽의 고생물학자들에 의하여 처음으로 화석이 발견되어 새롭게 명명된 종이다.

## 같이 보기
- 파충류
- 중생대
- 트라이아스기
- 도마뱀
- 화석